# Volodymyr Šaran
Volodymyr Bohdanovyč Šaran (in ucraino Володимир Богданович Шаран?, in russo Владимир Богданович Шаран?, Vladimir Bogdanovič Šaran; Marijampil', 18 settembre 1971) è un allenatore di calcio ed ex calciatore sovietico, dal 1991 ucraino, di ruolo centrocampista.

## Statistiche

### Cronologia presenze e reti in nazionale
| Cronologia completa delle presenze e delle reti in nazionale ― Ucraina | Cronologia completa delle presenze e delle reti in nazionale ― Ucraina | Cronologia completa delle presenze e delle reti in nazionale ― Ucraina | Cronologia completa delle presenze e delle reti in nazionale ― Ucraina | Cronologia completa delle presenze e delle reti in nazionale ― Ucraina | Cronologia completa delle presenze e delle reti in nazionale ― Ucraina | Cronologia completa delle presenze e delle reti in nazionale ― Ucraina | Cronologia completa delle presenze e delle reti in nazionale ― Ucraina |
| Data                                                                   | Città                                                                  | In casa                                                                | Risultato                                                              | Ospiti                                                                 | Competizione                                                           | Reti                                                                   | Note                                                                   |
| ---------------------------------------------------------------------- | ---------------------------------------------------------------------- | ---------------------------------------------------------------------- | ---------------------------------------------------------------------- | ---------------------------------------------------------------------- | ---------------------------------------------------------------------- | ---------------------------------------------------------------------- | ---------------------------------------------------------------------- |
| 11-11-1995                                                             | Bari                                                                   | Italia                                                                 | 3 – 1                                                                  | Ucraina                                                                | Qual. Euro 1996                                                        | -                                                                      |                                                                        |
| Totale                                                                 |                                                                        | Presenze                                                               | 1                                                                      |                                                                        | Reti                                                                   | 0                                                                      |                                                                        |

## Palmarès

### Giocatore

#### Competizioni nazionali
- Campionato ucraino:

Dinamo Kiev: 1992-1993, 1993-1994
- Coppa d'Ucraina: 1

Dinamo Kiev: 1992-1993

### Allenatore

#### Competizioni nazionali
- Perša Liha: 1

Oleksandrija: 2014-2015